# Il genio buono e il genio cattivo
Il genio buono e il genio cattivo è un'opera teatrale in cinque atti di Carlo Goldoni, rappresentata per la prima volta a Venezia durante il Carnevale del 1768.
Si tratta di una commedia-fiaba scritta a Parigi per il teatro veneziano, per rivalersi dell'insuccesso parigino della Trilogia di Arlequin e Camille. 
L'autore ricavò il soggetto dal suo precedente in francese Le bon et le mauvais Génie, che non era stato rappresentato a Parigi per motivi di costi. Il testo fu inviato al capocomico Girolamo Medebach per il teatro San Giovanni Grisostomo, dove venne recitato per quasi un mese a richiesta generale: un grande successo, superiore non solo a quello dei suoi capolavori, ma anche alle fiabe teatrali di Gozzi, fino ad allora indiscusso padrone del genere. 

## Trama
I due giovani sposi Arlecchino e Corallina sono appagati dalla loro semplice vita contadina, indenne dai mali del mondo esterno. Il genio cattivo, un diavolo tentatore, promette loro il soddisfacimento di ogni desiderio attraverso un anello magico, grazie al quale potranno spostarsi per il mondo. Dopo aver assaporato la mondanità del '700 parigino, essere stati in Inghilterra e quindi nell'esotica e misteriosa Turchia i due giovani sono ormai intrappolati nella rete delle passioni senza regole. Grazie all'intervento del genio buono i due contadini ritroveranno la ragione.

## Poetica
Goldoni affronta i temi della corruzione e dell'integrità morale, della vecchiaia e della giovinezza, ma formula anche una teorizzazione astratta dell'esperienze nel mondo. Il locus amoenus costruito dalla gentilezza della natura e dal lavoro umano, protetto dalle selve circostanti, preserva nell'isolamento la felicità e la tranquillità dei personaggi; fuori, il mondo, cioè la città, il caos, la falsa bellezza, la gioia apparente, il rischio di perdersi, ma anche gli altri ed il palpitare intenso e vitale delle passioni..
Quello che troviamo in questa commedia non è il Goldoni al quale ci hanno abituato pilastri della Commedia dell'arte come Il servitore di due padroni o La locandiera, ma un Goldoni rinnovato, pronto a sperimentare l'elemento fiabesco all'interno della sua opera. Pur conservando le tipiche maschere della tradizione, infatti, Goldoni le circonda di un'atmosfera incantata che crea attraverso la magia e le ambientazioni esotiche in cui si ritroveranno i due sposi nel corso della loro avventura. Arlecchino è forse il personaggio su cui l'autore vuole concentrarsi di più, sottolineandone l'aspetto ingenuo e inesperto, la sua inettitudine nello stare nella società, dato che egli non è in grado di comportarsi in maniera «civile». Ed è a questa caratteristica di Arlecchino che fa riferimento la battuta se un Italian fa una bassezza, se mette in ridicolo el nome della Nazion, che Goldoni usa per recriminare il disprezzo che i francesi hanno avuto nei suoi confronti in passato. Tutta la commedia è, abilmente, una critica alla società del mondo e, più nello specifico, una parodia delle tre società prese in esame: francese, inglese, musulmana.